# 大田操车场
大田操車場（：／ Daejeonjochajang yeok */?）是京釜線與湖南線沿線的一座調車場，位于韓國大田廣域市大德區邑内洞。本站是韓國鐵道公社大田忠清本部管理站，分為上行场（上線群）和下行场（下線群），以便管理貨物及编组列车。
此外，本站驻有大田操車場、大田車輛事务所、大田操車場車輛事务所和大田機車乘務員事务所等各個領域的營業所。

## 历史
| 建成前                                                       | 建成后                                                                     |
| ------------------------------------------------------------ | -------------------------------------------------------------------------- |
| 从京釜线首尔方向（左上）往来湖南线方向（左下）须在大田站换向 | 本站（左）站和大田线及西大田站（下）建成后，湖南线往来京釜线各方向无需换向 |

- 1978年1月10日 - 大田操车场作为湖南线复线化工程（大田-裡里）的一部分落成使用，同时新建本站至西大田站直通线，使得湖南线列车能直通汉城，不再需要于大田站换向。
- 1993年8月7日 - 为应对1993年世界博览会开幕，设立客运月台，命名为EXPO站。
- 2004年4月1日：湖南线起讫点由大田-木浦改為大田操车场-木浦，本站成為湖南線的起點。
- 1993年11月8日 - 客运业务停办。
- 2018年6月24日：车站发生因溫度升高導致鋼軌變形而导致货车脫軌事故

## 车站周边
- 大禾产业团地
- 韩南大学
- 东部综合物流中心
- 大韩通运物流中心
- 大田中央医院
- 中里中学
- 中里初等学校
- 中原初等学校
- 怀德初等学校